# Площа Дружби народів (Кропивницький)
Площа Дружби народів — колишня площа в місті Кропивницькому, названа на честь дружби народів.
Площа розміщувалася між вулицями Євгена Маланюка, Полтавською та вулицею Андрія Матвієнка.
У травні 2022 року площа була ліквідована, а її будинки приписані до сусідніх вулиць — Маланюка і Матвієнка.

## Транспорт
Площа Дружби народів має важливе транспортне значення, традиційно тут розташовані зупинки численних маршрутних таксі та автобусів.
- тролейбус: № 4, 10.

## Об'єкти
На площі розташований:
- Кропивницький будівельний коледж

У центрі майдану влаштований невеликий сквер.